# Улица Титова (Владикавказ)
Улица Титова — улица города Владикавказ, Северная Осетия, Россия. Находится в Промышленном муниципальном округе между правым берегом реки Терек и Железнодорожной. Начинается от реки Терек.
Является северной границей (до пересечения с улицей Маркова) исторического центра, причисленного к выявленным объектам культурного наследия регионального значения.

## Расположение
Улицу Титова пересекают улицы Августовских событий, Интернациональная и Ростовская.
На улице Титова заканчиваются улицы Яшина, Навагинская, Воробьёва, Красноармейская, Гоголя, Ломоносова и Маркуса.
От улицы Титова начинается улица Зортова. Вдоль всей улицы проходит бульвар, являющийся региональным памятником природы.

## История
Улица названа именем советского космонавта Германа Титова.
Улица сформировалась во второй половине XIX века. Улица получила своё наименование от военного госпиталя, строительство которого началось на окраине Владикавказа во второй половине XIX века. Впервые отмечена как «Госпитальная улица» на плане города Владикавказа «Карты Кавказского края», которая издавалась в 60-70-е годы XX столетия. К концу XIX века госпиталь мог вместить до 695 человек. В 1893 году в нём было открыто психиатрическое отделение. До 1902 года, когда на пересечении с Марьинской улицей (сегодня — улица Маркуса) была построена городская больница, военный госпиталь также обслуживал жителей города. В советское время госпиталь некоторое время исполнял свои функции, затем он был передан воинской части и позднее в нём размещалось ракетное училище.
Упоминается под наименованием «Госпитальная улица» в Перечне улиц, площадей и переулков от 1911 и 1925 годов.
В 1960 году Сумское военно-техническое училище было переведено в Орджоникидзе и ему было передано здание бывшего госпиталя. С сентября 1960 года училище было переименовано в Северо-Кавказское военно-техническое училище войск ПВО и в 1974 году — в Орджоникидзевское высшее зенитно-ракетное командное училище ПВО. В 1988 году училище было принято решение о расформировании училища и в 1990 году оно было закрыто.
24 августа 1961 года городской совет переименовал Госпитальную улицу в улицу Титова.
В 1960-90 гг. по адресу Титова, 4 располагался парадный вход ОВЗРКУ ПВО имени генерала армии И. А. Плиева. До конца XX столетия улица была перекрыта капитальным ограждением по линии разграничения учебной территории училища с медицинским учреждением и таким образом лишена на то время прямого сообщения с улицей Зортова.

## Значимые объекты
- Титова, 1 — памятник рабочим и служащим Вагоно-ремонтного завода им. С. М. Кирова, павшим в Великой Отечественной войне 1941—1945 гг. Памятник культурного наследия России (№ 1530382000)
- Титова, 1/ улица Маркова — Владикавказские железнодорожные мастерские, комплекс зданий. Памятник культурного наследия России (№ 1530383000)
- Титова, 3 территория больницы — братская могила советских воинов, умерших от ран в госпитале в 1942 г. Памятник культурного наследия России (№ 1530384000)
- д. 11 — городская больница, комплекс зданий. Памятник культурного наследия России (№ 1530385000)
- Титова, 13 /Маркуса, 56 — бывшее здание для общественных зрелищных мероприятий, построенное в 1914 году. Автор — архитектор И. В. Рябикин[7]. Сегодня здесь размещается Театр кукол «Саби». Памятник культурного наследия России (№ 1530386000).
- Бульвар на улице — памятник природы (№ 1510148)[8]. Площадь бульвара — 1,1 га.